# 克桑西专区
克桑西专区（希臘語：Περιφερειακή ενότητα Ξάνθης）是希腊东马其顿和色雷斯大区的一个专区。首府为克桑西。专区面积为1,793平方公里，2011年人口数量为111,222人。

## 行政
在2011年卡利克拉提斯改革方案中，希腊所有州份被取消。原克桑西州作为整体设立为克桑西专区。克桑西专区下分为4个市镇（括号内为地图中的数字）：
- 克桑西（1）
- 阿夫季拉（2）
- 米基（3）
- 托皮罗斯（4）